# Fritz Held
Pour les articles homonymes, voir Held.
Fritz Held, né le 2 octobre 1867  à Mannheim et mort le 2 août 1938 à Baiersbronn  (alors âgé de 70 ans), était un ancien pilote automobile allemand.

## Biographie
Il est un intime de Carl Benz et de sa famille dès 1886, restant en lien avec eux jusqu'aux années 1930. 
Ses succès en compétition s'établissent entre 1899 et 1900. 
Ses voitures sont alors équipées d'un moteur bi-cylindres boxer "Contra", dont la puissance sera doublée en 1900 avec désormais un prix de vente unitaire au public de 15 000 Mark pour le modèle, écoulé dans cette version jusqu'en 1901, une autre voiture de course de 20HP cette fois (avec un quatre cylindres de 3.7L.) étant aussi fabriquée par Benz entre 1900 et 1901.

## Victoires
Sur Benz 8HP 2,3 L de 8,8 kW à 750 tr/min (la première véritable voiture de course de la marque, en 1899), puis 16HP 2,3 L de 12 kW à 1 000 tr/min :
- Francfort-Cologne (1899, 2e Emil Graf avec le même modèle)[6] ;
- Berlin-Leipzig (1899, avec Richard Benz l'un des fils de Carl Benz - l'autre se prénommant Eugen -) ;
- Mannheim-Pforzheim-Mannheim (1900, mécanicien embarqué Mathias Bender, une course organisée le 13 mai pour commémorer le trajet motorisé accompli par Bertha Benz - l'épouse de Carl - en 1888[7].) ;
- 2e Innsbruck-Munich (1899).